# Tyler Sash
Tyler Sash (* 27. Mai 1988 in Oskaloosa, Iowa; † 8. September 2015 ebenda) war ein US-amerikanischer American-Football-Spieler in der National Football League (NFL). Er spielte für die New York Giants auf der Position des Safety.

## College
Sash spielte für die Footballmannschaft der University of Iowa, auf der Position des Safety. Er hält den Mannschaftsrekord für Interception-Return-Yards mit 392.

## NFL
Am 13. Januar 2011 verkündete Sash, beim NFL Draft 2011 teilnehmen zu wollen. Er wurde in der sechsten Runde von den New York Giants ausgewählt. In der Saison 2011 gewann er mit diesen den Super Bowl XLVI. Im Juli 2012 wurde er von der NFL für vier Spiele gesperrt, nachdem er der Nutzung verbotener Substanzen überführt worden war. Sash gab an, er habe die Substanzen legal zur Bewältigung von öffentlicher Sprechangst verschrieben bekommen. Er wurde am 31. August 2013 von den Giants entlassen.

## Persönliches
Am 10. Mai 2014 wurde Sash wegen öffentlicher Trunkenheit und Ruhestörung verhaftet.
Am 8. September 2015 wurde Sash in seinem Haus in Oskaloosa, Iowa tot aufgefunden. Die Autopsie ergab, dass er an einer versehentlichen Überdosis eines Schmerzmittels verstarb. Eine post-mortem Autopsie seines Gehirns ergab, dass er an chronisch-traumatischer Enzephalopathie (CTE) erkrankt war. Er hatte während seiner Karriere mindestens fünf diagnostizierte Gehirnerschütterungen erlitten.